# Satu Nou (gmina Lipova)
Satu Nou – wieś w Rumunii, w okręgu Bacău, w gminie Lipova. W 2011 roku liczyła 556 mieszkańców.